# ليث الدليمي
ليث مصطفى حمود الدليمي (1 حزيران/يونيو 1976- ) سياسي عراقي، نائب سابق لرئيس لجنة التعليم في مجلس محافظة بغداد، ثم عضو في مجلس النواب لدورة سنة 2018، نائباً عن تحالف بغداد المحور الوطني، ثم صُوّت له 17٬830 ناخباً ليكون ليث الدليمي عضواً في مجلس النواب لدورة 2021، نائباً عن تحالف تقدم الوطني تقدم، أصبح ليث الدليمي عضواً في حزب تقدم، مكلفاً بإدارة تنظيمات شمال بغداد، حتى يوم 22 نيسان سنة 2022م، حين أعلن رئيس الحزب محمد الحلبوسي عن فصل ليث الدليمي من الحزب، وذكروا أن السبب عدم التزام النائب ليث مصطفى الدليمي بسياقات وتوجيهات قيادة الحزب ومخالفته الضوابط الحاكمة في النظام الداخلي.

## أعتقاله
اُعتقل ليث الدليمي سنة 2012م وفقاً للمادة أربعة إرهاب، وذكرت دوائر التحقيق أنه اعترف لهم بانتمائه إلى تنظيم القاعدة منذ سنة 2005، وحين عُرض ليث الدليمي مع متهمين آخرين في مؤتمر صحفي أمني مباشر على الهواء، استصرخ الدليمي بقائد شرطة بغداد، وقال له إن اعترافه كان بالإكراه وأنه يستغيث بقائد الشرطة خشية القتل من ضابط التحقيق، واختلف الإعلام العراقي في التعليق على هذا المشهد، فقالت قنوات أحزاب شيعية إنها تميثيلة، وذمّت قنوات سنية ما حدث للدليمي منتقدةً الحكومة للسماح بالتعذيب لمكاسب سياسية، أما القائمة العراقية التي كان ينتمي إليها الدليمي فقد طالبت حينئذٍ الرئاسات الثلاث بالتدخل الفوري لإنقاذ حياة الدليمي، وأبدت الكتلة في بيان صحفي أسفها لما جرى في المؤتمر الصحفي الذي عقدته وزارة الداخلية بحضور قائد شرطة بغداد والأجهزة الأمنية من استنجاد ليث مصطفى عضو المجلس وطلبه الحماية والأمن أثناء التحقيق على أيدي ضباط، أُعيد التحقيق في قضيته بعد أن لبث في السجن 5 سنوات، وأُفرج عنه سنة 2017 بعد تبرئته لعدم كفاية الأدلة.